# Veliko Orašje
Veliko Orašje (em cirílico: Велико Орашје) é uma vila da Sérvia localizada no município de Velika Plana, pertencente ao distrito de Podunavlje, na região de Veliko Pomoravlje. A sua população era de 2051 habitantes segundo o censo de 2011.

## Demografia
| 1948 | 1953 | 1961 | 1971 | 1981 | 1991 | 2002 | 2011 |
| ---- | ---- | ---- | ---- | ---- | ---- | ---- | ---- |
| 2937 | 3152 | 3064 | 2932 | 2894 | 2636 | 2299 | 2051 |